# Championnats d'Europe d'athlétisme en salle 2017
Navigation
La 34e édition des championnats d'Europe d'athlétisme en salle se déroule du 3 au 5 mars 2017 à Belgrade, en Serbie, au sein de la Kombank Arena. La compétition, organisée sous l'égide de l'Association européenne d'athlétisme et de la Fédération serbe d'athlétisme, comporte vingt-six épreuves, 13 masculines et 13 féminines.

## Calendrier
| M | Matin | A | Après-Midi |

| S | Séries | Q | Qualifications | ½ | Demi-finale | F | Finale |

| Date →           | 3 | 3 | 3 | 4 | 4 | 4 | 5 | 5 | 5 |
| Épreuve ↓        | M | A | A | M | A | A | A | A |   |
| ---------------- | - | - | - | - | - | - | - | - | - |
| 60 m             |   |   |   | S | ½ | F |   |   |   |
| 400 m            | S | ½ | ½ |   | F | F |   |   |   |
| 800 m            | S |   |   |   | ½ | ½ | F | F |   |
| 1 500 m          |   | S | S |   | F | F |   |   |   |
| 3 000 m          |   | S | S |   |   |   | F | F |   |
| 60 m haies       | S | ½ | F |   |   |   |   |   |   |
| 4 × 400 m        |   |   |   |   |   |   | F | F |   |
| Saut en longueur | Q |   |   |   | F | F |   |   |   |
| Triple saut      |   | Q | Q |   |   |   | F | F |   |
| Saut en hauteur  |   |   |   | Q |   |   | F | F |   |
| Saut à la perche |   | F | F |   |   |   |   |   |   |
| Lancer du poids  |   |   |   | Q | F | F |   |   |   |
| Heptathlon       |   |   |   | F | F | F | F | F |   |

| Date →           | 3 | 3 | 3 | 4 | 4 | 4 | 5 | 5 | 5 |
| Épreuve ↓        | M | A | A | M | A | A | A | A |   |
| ---------------- | - | - | - | - | - | - | - | - | - |
| 60 m             |   |   |   | S |   |   | ½ | F |   |
| 400 m            | S | ½ | ½ |   | F | F |   |   |   |
| 800 m            | S |   |   |   | ½ | ½ | F | F |   |
| 1 500 m          |   | S | S |   | F | F |   |   |   |
| 3 000 m          | S |   |   |   |   |   | F | F |   |
| 60 m haies       | S | ½ | F |   |   |   |   |   |   |
| 4 × 400 m        |   |   |   |   |   |   | F | F |   |
| Saut en longueur |   |   |   | Q |   |   | F | F |   |
| Triple saut      | Q |   |   |   | F | F |   |   |   |
| Saut en hauteur  |   | Q | Q |   | F | F |   |   |   |
| Saut à la perche |   |   |   |   | F | F |   |   |   |
| Lancer du poids  | Q | F | F |   |   |   |   |   |   |
| Pentathlon       | F | F | F |   |   |   |   |   |   |

## Participation
Le Français Renaud Lavillenie, quadruple tenant du titre du saut à la perche, renonce à sa participation à cause d'une blessure.
Darya Klishina sera, comme lors des Jeux olympiques de Rio en 2016, la seule athlète russe présente, bien qu'elle ne participe qu'en tant qu'« athlète neutre autorisée » (ANA) et non au titre de sa fédération. Les trois autres athlètes éligibles depuis la suspension de la Russie, Anzhelika Sidorova, Kristina Sivkova et Yuliya Stepanova, ne feront pas le déplacement à Belgrade. Toutes les autres fédérations sont représentées sauf la Géorgie, le Kosovo et le Liechtenstein.

## Résultats

### Hommes
| Épreuves | Or                                                                                      | Argent                                                                           | Bronze                                                               |
| --- | --------------------------------------------------------------------------------------- | -------------------------------------------------------------------------------- | -------------------------------------------------------------------- |
| 60 m | Richard Kilty 6 s 54 (EL)                                                               | Ján Volko 6 s 58 (NR)                                                            | Austin Hamilton 6 s 63 (PB)                                          |
| 400 m | Pavel Maslák 45 s 77 (EL)                                                               | Rafał Omelko 46 s 08 (PB)                                                        | Liemarvin Bonevacia 46 s 26 (NR)                                     |
| 800 m | Adam Kszczot 1 min 48 s 87                                                              | Andreas Bube 1 min 49 s 32                                                       | Álvaro de Arriba 1 min 49 s 68                                       |
| 1 500 m | Marcin Lewandowski 3 min 44 s 82                                                        | Kalle Berglund 3 min 45 s 56                                                     | Filip Sasínek 3 min 45 s 89                                          |
| 3 000 m | Adel Mechaal 8 min 0 s 60                                                               | Henrik Ingebrigtsen 8 min 0 s 93                                                 | Richard Ringer 8 min 1 s 01                                          |
| 60 m haies | Andrew Pozzi 7 s 51                                                                     | Pascal Martinot-Lagarde 7 s 52                                                   | Petr Svoboda 7 s 53 (SB)                                             |
| Relais 4 × 400 m | Pologne Kacper Kozłowski Łukasz Krawczuk Przemysław Waściński Rafał Omelko 3 min 6 s 99 | Belgique Robin Vanderbemden Julien Watrin Kévin Borlée Dylan Borlée 3 min 7 s 80 | Tchéquie Patrik Šorm Jan Tesař Jan Kubista Pavel Maslák 3 min 8 s 60 |
| Saut en hauteur | Sylwester Bednarek 2,32 m                                                               | Robbie Grabarz 2,30 m (SB)                                                       | Pavel Seliverstau 2,27 m                                             |
| Saut à la perche | Piotr Lisek 5,85 m                                                                      | Konstadínos Filippídis 5,85 m (NR)                                               | Paweł Wojciechowski 5,85 m (SB)                                      |
| Saut en longueur | Izmir Smajlaj 8,08 m (NR)                                                               | Michel Tornéus 8,08 m (SB)                                                       | Serhiy Nykyforov 8,07 m                                              |
| Triple saut | Nelson Évora 17,20 m (SB)                                                               | Fabrizio Donato 17,13 m                                                          | Max Heß 17,12 m                                                      |
| Lancer du poids | Konrad Bukowiecki 21,97 m (WL, PB)                                                      | Tomáš Staněk 21,43 m (PB)                                                        | David Storl 21,30 m                                                  |
| Heptathlon | Kévin Mayer 6 479 pts (ER)                                                              | Jorge Ureña 6 227 pts                                                            | Adam Sebastian Helcelet 6 110 pts                                    |
| Records et Performances - AR : Record continental (area record) - CR : Record des championnats (championship record) - MR : Record du meeting (meet record) - NR : Record national (national record) - OR : Record olympique (olympic record) - PR : Record paralympique (paralympic record) - PB : Record personnel (personal best) - SB : Meilleure performance personnelle de la saison (season's best) - WL : Meilleure performance mondiale de l'année (world leader) - WJR : Record du monde junior (world junior record) - WR : Record du monde (world record) Circonstances et Conditions - DNF : N'a pas terminé (did not finish) - DNS : N'a pas pris le départ (did not start) - DQ : Disqualification (disqualification) - NM : Aucun essai valable enregistré (No Mark) - Q : Qualifié « directement » au prochain tour (ou à la prochaine compétition), lors d'une compétition majeure, grâce au classement ou à la réalisation des minima (automatic qualifier) - q : Qualifié au prochain tour (ou à la prochaine compétition), lors d'une compétition majeure, grâce au repêchage ou à la réalisation de l'une des meilleures performances parmi celles des « non qualifiés directement » (grâce au meilleur temps ou à la meilleure distance par exemple) (secondary qualifier) |                                                                                         |                                                                                  |                                                                      |

### Femmes
| Épreuves | Or                                                                                        | Argent                                                                         | Bronze                                                                            |
| --- | ----------------------------------------------------------------------------------------- | ------------------------------------------------------------------------------ | --------------------------------------------------------------------------------- |
| 60 m | Asha Philip 7 s 06 (EL)                                                                   | Ewa Swoboda 7 s 10 (SB)                                                        | Mujinga Kambundji 7 s 16                                                          |
| 400 m | Floria Gueï 51 s 90 (PB)                                                                  | Zuzana Hejnová 52 s 42                                                         | Justyna Święty 52 s 52                                                            |
| 800 m | Selina Büchel 2 min 0 s 38 (NR)                                                           | Shelayna Oskan-Clarke 2 min 0 s 39 (PB)                                        | Aníta Hinriksdóttir 2 min 1 s 25                                                  |
| 1 500 m | Laura Muir 4 min 2 s 39 (CR)                                                              | Konstanze Klosterhalfen 4 min 4 s 45 (PB)                                      | Sofia Ennaoui 4 min 6 s 59                                                        |
| 3 000 m | Laura Muir 8 min 35 s 67 (CR)                                                             | Yasemin Can 8 min 43 s 46 (NR)                                                 | Eilish McColgan 8 min 47 s 43                                                     |
| 60 m haies | Cindy Roleder 7 s 88                                                                      | Alina Talay 7 s 92                                                             | Pamela Dutkiewicz 7 s 95                                                          |
| Relais 4 × 400 m | Pologne Patrycja Wyciszkiewicz Małgorzata Hołub Iga Baumgart Justyna Święty 3 min 29 s 94 | Royaume-Uni Eilidh Doyle Philippa Lowe Mary Iheke Laviai Nielsen 3 min 31 s 05 | Ukraine Olha Bibik Tetyana Melnyk Anastasiya Bryzhina Olha Lyakhova 3 min 32 s 10 |
| Saut en hauteur | Airinė Palšytė 2,01 m (WL, NR)                                                            | Ruth Beitia 1,94 m                                                             | Yuliya Levchenko 1,94 m (PB)                                                      |
| Saut à la perche | Ekateríni Stefanídi 4,85 m (WL)                                                           | Lisa Ryzih 4,75 m (PB)                                                         | Maryna Kylypko Angelica Bengtsson 4,55 m                                          |
| Saut en longueur | Ivana Španović 7,24 m (WL)                                                                | Lorraine Ugen 6,97 m (NR)                                                      | Claudia Salman 6,94 m (PB)                                                        |
| Triple saut | Kristin Gierisch 14,37 m (EL)                                                             | Patricia Mamona 14,32 m (SB)                                                   | Paraskeví Papahrístou 14,24 m (SB)                                                |
| Lancer du poids | Anita Márton 19,28 m (WL)                                                                 | Radoslava Mavrodieva 18,36 m (PB)                                              | Yulia Leantsiuk 18,32 m (SB)                                                      |
| Pentathlon | Nafissatou Thiam 4 870 pts (WL, PB)                                                       | Ivona Dadic 4 767 pts (NR)                                                     | Györgyi Zsivoczky-Farkas 4 723 pts (PB)                                           |
| Records et Performances - AR : Record continental (area record) - CR : Record des championnats (championship record) - MR : Record du meeting (meet record) - NR : Record national (national record) - OR : Record olympique (olympic record) - PR : Record paralympique (paralympic record) - PB : Record personnel (personal best) - SB : Meilleure performance personnelle de la saison (season's best) - WL : Meilleure performance mondiale de l'année (world leader) - WJR : Record du monde junior (world junior record) - WR : Record du monde (world record) Circonstances et Conditions - DNF : N'a pas terminé (did not finish) - DNS : N'a pas pris le départ (did not start) - DQ : Disqualification (disqualification) - NM : Aucun essai valable enregistré (No Mark) - Q : Qualifié « directement » au prochain tour (ou à la prochaine compétition), lors d'une compétition majeure, grâce au classement ou à la réalisation des minima (automatic qualifier) - q : Qualifié au prochain tour (ou à la prochaine compétition), lors d'une compétition majeure, grâce au repêchage ou à la réalisation de l'une des meilleures performances parmi celles des « non qualifiés directement » (grâce au meilleur temps ou à la meilleure distance par exemple) (secondary qualifier) |                                                                                           |                                                                                |                                                                                   |

### Tableau des médailles
- Pays organisateur (Serbie)

| Rang  | Nation      | Or | Argent | Bronze | Total |
| ----- | ----------- | -- | ------ | ------ | ----- |
| 1     | Pologne     | 7  | 1      | 4      | 12    |
| 2     | Royaume-Uni | 5  | 4      | 1      | 10    |
| 3     | Allemagne   | 2  | 2      | 5      | 9     |
| 4     | France      | 2  | 1      | 0      | 3     |
| 5     | Tchéquie    | 1  | 2      | 4      | 7     |
| 6     | Espagne     | 1  | 2      | 1      | 4     |
| 7     | Grèce       | 1  | 1      | 1      | 3     |
| 8     | Belgique    | 1  | 1      | 0      | 2     |
| 8     | Portugal    | 1  | 1      | 0      | 2     |
| 10    | Hongrie     | 1  | 0      | 1      | 2     |
| 10    | Suisse      | 1  | 0      | 1      | 2     |
| Total |             |    |        |        |       |

## Records

### Records d'Europe

#### Hommes
- Heptathlon
  -  Kevin Mayer 6479 pts

### Records des championnats

#### Femmes
- 1 500 m
  -  Laura Muir 4 min 02 s 39
- 3 000 m
  -  Laura Muir 8 min 35 s 67

### Records nationaux

#### Hommes
- 60 m
  -  Ján Volko 6 s 58
- 400 m
  -  Liemarvin Bonevacia 46 s 26
- 60 m haies
  -  Milan Trajkovic 7 s 56
  -  Andreas Martinsen 7 s 68
- Lancer du poids
  -  Tsanko Arnaudov 21,08 m
- Saut en longueur
  -  Izmir Smajlaj 8,08 m
- Saut à la perche
  -  Konstadínos Filippídis 5,85 m
- Triple saut
  -  Max Heß 17,52 m
  -  Simo Lipsanen 16,84 m
- Heptathlon
  -  Darko Pešic 5984 pts

#### Femmes
- 60 m
  -  Zyanne Hook 8 s 33
- 800 m
  -  Selina Büchel 2 min 00 s 38
- 1 500 m
  -  Amela Terzić 4 min 10 s 35
- 3 000 m
  -  Yasemin Can 8 min 43 s 46
- Lancer du poids
  -  Fanny Roos 18,13 m
- Saut en longueur
  -  Lorraine Ugen 6,97 m
- Saut en hauteur
  -  Airinė Palšytė 2,01 m
- Pentathlon
  -  Ivona Dadic 4767 pts
  -  Lucia Slaničková 4409 pts

### Records du monde juniors

#### Hommes
- Triple saut
  -  Melvin Raffin 17,20 m